# マリアッチ

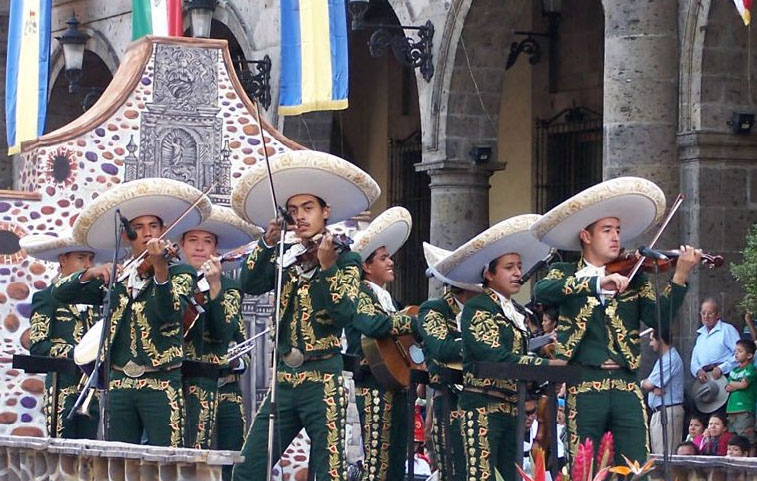
マリアッチ

マリアッチ (Mariachi)は、メキシコ民俗音楽のひとつであると同時に、その音楽を演奏する楽団の総称として呼ばれることもある。
演奏にはヴァイオリン、トランペット、ギターなどを使用する。しばしば「マリアッチス (mariachis)」と複数形で表現される事もある（王立スペイン語アカデミーなど）。マリアッチによる音楽は、メキシコでは祭り、宴会、記念日、卒業記念などの時に親しまれている。また、母の日（5月10日）や聖グアダルーペの日（12月12日）などに、愛する人へ送るセレナータにも用いられる。2011年、ユネスコの無形文化遺産に登録された。
アルゼンチンのタンゴとともに中南米音楽の2大ジャンルとして認知。

## 特徴

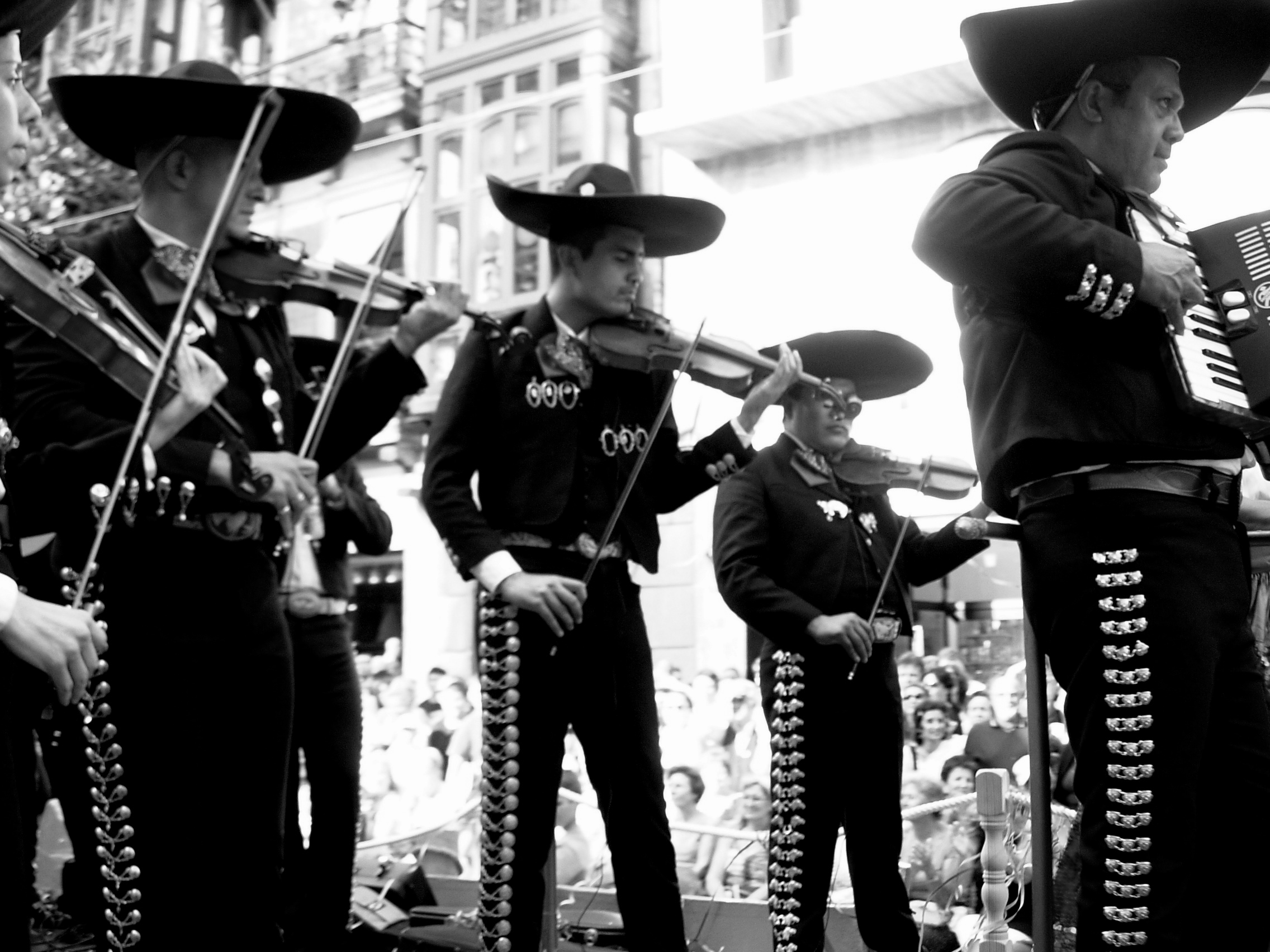
マリアッチ

### 音楽
マリアッチは7名ないし12名で編成される楽団である（ただし、人数に上限は無い）。ビウエラ、ギター、ギタロン、バイオリン、トランペットは欠かせない楽器とされ、これらにフルートやアルパが加わる事もある。アコーディオンは本来マリアッチに使われる楽器ではないが、メキシコ以外ではしばしば用いられている。
マリアッチは音楽の種類を指すものではない。マリアッチの楽団は様々な種類の音楽を演奏する。ソン・ハリシエンス、カンシオン・ランチェラ、コリード、ウアパンゴ、ボレロなどが主で、時折ソン・ハローチョやメキシコ・ワルツも演奏される。これらの音楽に種類名をつけるとすれば、「メキシコ伝統曲」か「メキシコ地方曲」となるであろう。

### 服装など
初期のマリアッチは、綿のマントと麦わらのソンブレロという、ハリスコ州の伝統的な衣装を着ていた。20世紀初頭には旧地主たちの格好、すなわち着飾ったチャロの格好に変わり、さらにその色使いや模様を変化させていった。
マリアッチが用いたチャロの服装は、通常白と黒の2色からなる。メキシコの牧場の伝統的な競技会であるチャレリア (charrería)の間は、白い服は女性が着るもので、黒い服は冠婚葬祭時の服装である。チャレリア以外では、マリアッチやフォルクローレの歌い手・踊り手たちはどちらの色の服も使う。
これらの服装には様々な模様が施されている。セーム革の透かし刺繍や、ボタン飾り（マリアッチは合金を用いるが、チャロは銀や鋳鉄を用いる）などである。チャロやマリアッチのソンブレロは高度な工芸品であり、観光客向けの土産物店で売られているものとは格が違う。

### その他の特徴
- かつては女性のマリアッチは存在しなかった（歌い手として参加する事はあった）が、近年になって女性マリアッチのグループも見かけるようになってきている。ハリスコ州の「ラス・ペリタス・タパティアス (Las Perlitas Tapatías)」などがそのはしりである。

- グアダラハラ市では毎年「国際マリアッチとチャレリア大会」が開かれている。この催しは大きく2つの目的を持っており、一つはチャロの競技大会でスポーツであり、もう一つはマリアッチの演奏発表会である。毎年、セルビア・フィンランド・コロンビア・スペイン・日本などからマリアッチのグループが集まるほか、全ラテンアメリカを代表するグループも参加する。コンテストやコンサートの他にも、メキシコ外からの参加グループに対する服装や演奏技術指導も行なわれる。

- メキシコシティでは、旧市街繁華街のガリバルディ広場 (Plaza de Garibaldi)に行くと、金額に応じて演奏をしてくれるグループを雇う事が出来る。

- 現在ではマリアッチの普及と権威づけを目的として、メキシコマリアッチ協会がメキシコシティに創設されている。

## 起源

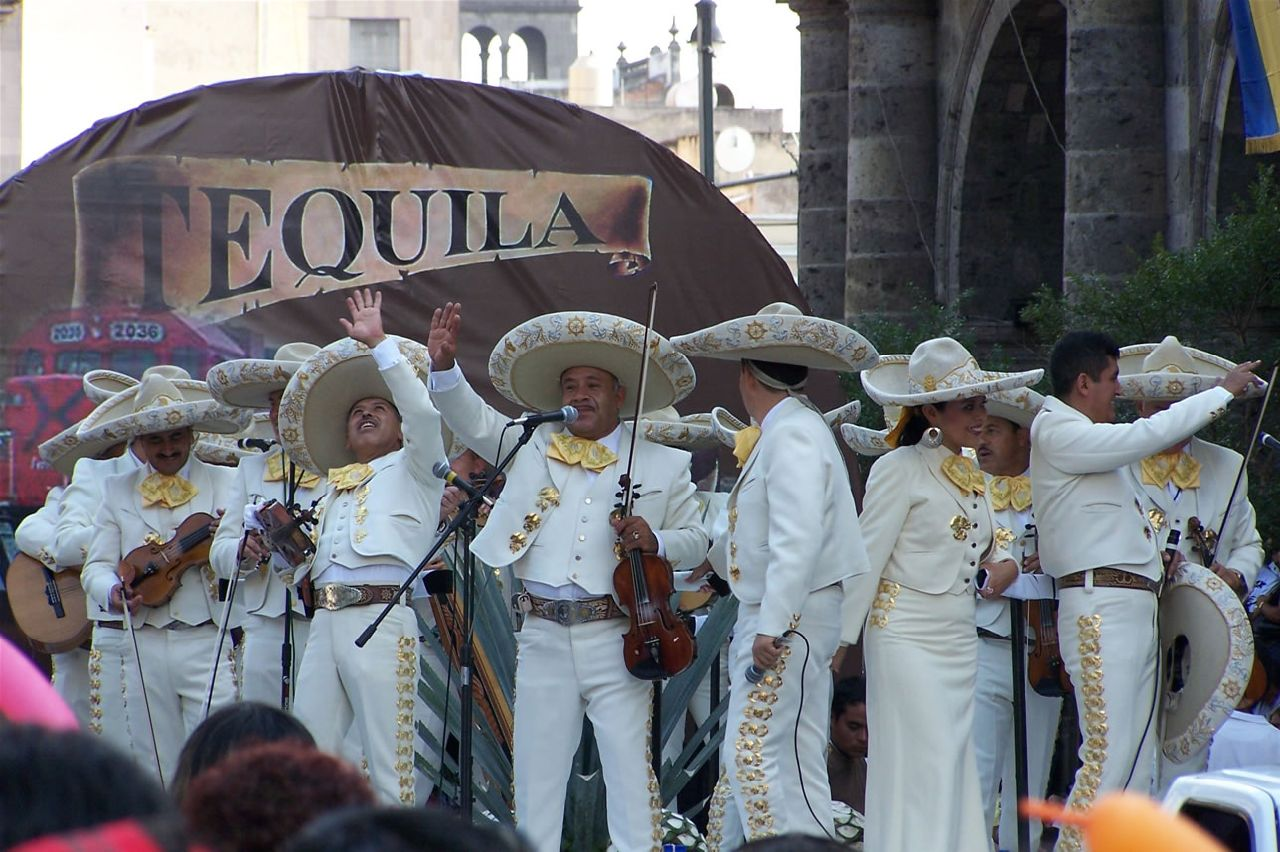
ハリスコのマリアッチ

メキシコ言語学学会のメキシコ文化辞典はマリアッチを次のように記している。
1. （"コカス"に起源があると思われる）楽団の一つで、チャラ風の服を着ている事を特徴とする。
2. 上記楽団の構成員。

一方、王立スペイン語アカデミーの辞書では、mariachiおよびmariachisの表題で、「メキシコ大衆音楽を奏でる楽団。メキシコのハリスコ州に伝わる大衆的な音楽および踊り。それらの踊りやメロディーを歌う者を伴った楽団やグループの構成員。」と記述している。
メキシコ地学統計学協会の歴史学者エルメス・ラファエル (Hermes Rafael)は、マリアッチの起源を探るいくつかの学術書を執筆しているが、マリアッチの音楽と言葉遣いはコクーラに住む先住民族のコカスに由来するものであるとしている。いくつかの書物によると、ハリスコ州の州都であるグアダラハラよりも前に、メキシコシティでマリアッチが広まったものと考えられているが、これには異論もある。
リカルド・エスピノサ (Ricardo Espinosa)は『メキシコの太陽 (El Sol de México)』2001年4月8日号の『こう言います (Como dijo)』のコーナーで次のように述べている
マリアッチという言葉は、先住民が聖母マリアの歌を歌う過程でナワトル語、スペイン語、ラテン語が混じり合って作られた。この歌は "Maria ce son ..."と歌い出すのだが、これは「我マリアを愛す」の意味である。グアダラハラ大司教区の歴史に詳しい司教座聖堂参事会員のルイス・エンリケ・オロスコ (Luis Enrique Orozco)が1695年の日付を持つコクーラで発見された資料に基づいてこのことを述べている。
初期のマリアッチの特徴の一つとして、バイオリンやギターといった弦楽器だけで構成されていた事が挙げられる。そしてギターよりも高音域を受け持つビウエラと低音域を受け持つギタロンが加わり、アルパが加わった。後にトランペットが加わってその独特の力強さを加味する事になる。有名な歌に「マリアッチはコクーラから、ソンはテカリトランから」というものがある。しかし、マリアッチはハリスコ州北部のロス・アルトス・デ・ハリスコ地域のものであるとされる一方でコクーラはそこに近いもののその地域に属してはいない。

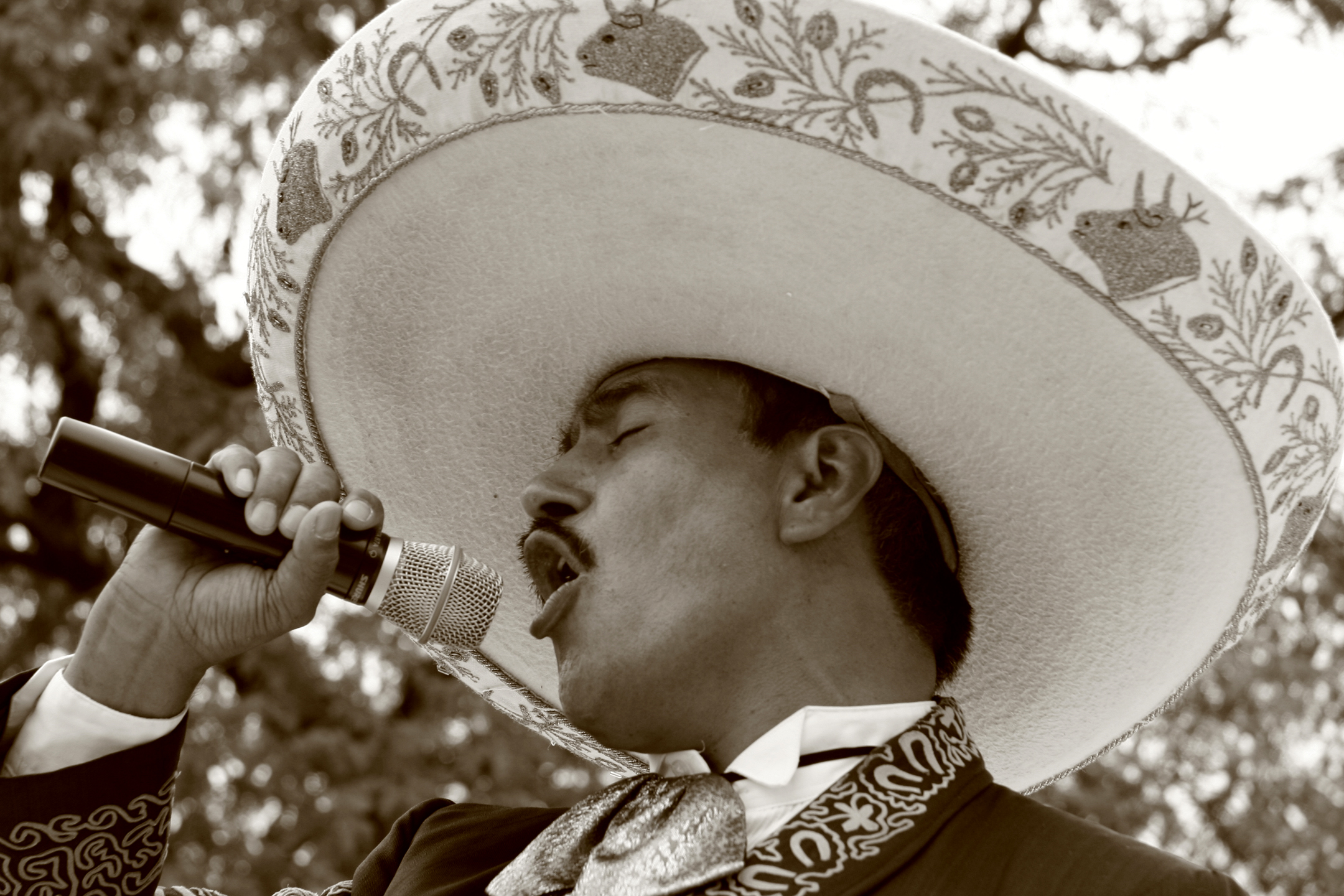
マリアッチを歌う人

マリアッチの語源についての一説として、当初マリアッチの楽団は結婚式や披露宴でのみ演奏を行なっていたのだが、フランス語で結婚を意味する「マリアージュ (mariage)」という単語が訛ってマリアッチになったというものがある。
この説は、1862年に始まったフランスのメキシコ干渉戦争の時の言い伝えによっている。ハリスコの田舎の結婚式会場にフランス兵士がやってきたとき、彼らはその大騒ぎぶりに驚き、近くにいた楽隊を指して「あれはいったい何だ」と尋ねた。聞かれた人はフランス語で “C’est un mariage” と答えたが、フランス兵士はそれが楽隊の名前だと思い込んだという。
研究者であるヘスス・ハウレギ (Jesús Jáuregui)によると、このフランス語起源説は、メキシコ市のラジオでコンチョ・アンドラーデ (Concho Andrade)のマリアッチが言い始めたものとされる。民族音楽の重要な作曲家として知られるマヌエル・エスペロンはフランス人を祖先に持つという、興味深い事実もある。

## 世界的な広がり
マリアッチ独自とされる音楽は、メキシカンハットダンス (ハラベ・タパティオ)、黒人音楽、クレブラ（culebra: 竜巻の意）といったハリスコの伝統的な音楽に基づいており、20世紀初頭にメキシコ市に伝わり、それからマリアッチ達が国中のいろいろな地方に広げていった。
1940年代から50年代にかけ、メキシコ映画の影響でマリアッチは世界的に有名になった。例えば、アメリカ合衆国におけるティト・ギサール (Tito Guízar)主演の映画や、ラテンアメリカやヨーロッパにおけるホルヘ・ネグレテ (Jorge Negrete)やミゲル・アセベス・メヒア (Miguel Aceves Mejía)主演の映画などである。
マリアッチのグループはラテンアメリカ全域でよく知られているものであるが、特にコロンビアでは根付いているといえる。合衆国ではメキシコからの移民により持ち込まれた文化として有名である。特にメキシコ系合衆国民の社会にとって最も重要な日である5月5日の祭りには欠かせないものとなっている。
ヨーロッパでは移民がメキシコ文化の普及を促進した。すなわち、スペインなどでは帰国スペイン人移民により、少しずつ祭りや歳時に取り入れられていったのである。スペインにはマリアッチのグループが特に多く、バルセロナのセンブランサ (Semblanza)、ビルバオのマリアッチ・レアル・アステカ (Mariachi Real Azteca)やタラゴナのルナ・デ・メヒコ (Luna de México)などが挙げられる。

## 代表的な曲
マリアッチが広めた曲の中からは、トリニ・ロペスらがカバーしたシエリト・リンド（Cielito Lindo: かわいい子）やエル・レイ（El Rey: 王様）などのメキシコ以外でも有名な曲も生まれた。これらを持ち歌としているホセ・アルフレド・ヒメネスによる著名な曲としては、
- Ella.
- Media vuelta.
- Camino de Guanajuato.
- El Rey.
- El siete mares.
- Cuando los años pasen.
- Deja que salga la luna.
- El último trago.
- Me equivoqué contigo.
- Paloma querida.
- Que se me acabe la vida.
- Que te vaya bonito.
- Serenata huasteca.
- Un mundo raro
- El Jinete

などがある。他の有名な作曲家マヌエル・エスペロンによる曲には、
- Serenata Tapatía
- Ay Jalisco No te Rajes
- Amorcito Corazón (Bolero Ranchero)
- Cocula
- Esos Altos de Jalisco
- El Topetón
- El Charro Mexicano
- Hasta que perdió Jalisco
- Tequila con Limón
- Me he de comer esa Tuna
- Noche Plateada

などがある。

## 代表的な演奏者
- ルベン・フエンテス (Rubén Fuentes)
- ホセ・アルフレド・ヒメネス (José Alfredo Jiménez)
- トマス・メンデス (Tomás Méndez)
- マヌエル・エスペロン (Manuel Esperón)
- ルイス・ミゲル - 『México en la Piel』全曲がマリアッチ音楽のアルバム
- ペドロ・インファンテ (Pedro Infante)
- マリアッチ・フベニル・ミ・メヒコ(Mariachi Juvenil Mi Mexico)
- マリアッチ・ソル・デ・メヒコ(Mariachi Sol De Mexico)

## 作品の中のマリアッチ
- 『エル・マリアッチ』